# Annie Markart
Annie Markart (5 de agosto de 1907 - 23 de enero de 1991) fue una actriz de nacionalidad alemana.

## Biografía
Nacida en Fráncfort del Meno, Alemania, sus padres eran Franz Josef Markart, un contratista, y su esposa, Katharina. Completó un aprendizaje de sastrería, y tomó clases de ballet a partir de 1922. Tras recibir clases de canto, obtuvo pequeños papeles en operetas como Zigeunerliebe y El zarévich, actuando también en comedias y revistas. Finalmente, en el año 1929 fue contratada para actuar en el Wiener Kammerspiele. 
Actriz teatral de éxito, debutó en el cine en 1930, estableciéndose en Berlín. Como en la película Mädels von heute (chicas de hoy), encarnaba a mujeres jóvenes, alegres, agradables y con éxito. Desde noviembre de 1933 a 1937 estuvo casada con el director Herbert Selpin, y desde 1937 a 1941 con el actor Alexander Golling.
Annie Markart, que vivía desde 1938 en Múnich, trabajó temporalmente como intérprete tras el fin de la Segunda Guerra Mundial. Posteriormente volvió al cine, aunque sin el éxito anterior, por lo cual finalmente decidió abandonar la actuación.
Annie Markart falleció en Múnich, Alemania, en el año 1991.

## Filmografía
- 1930 : Die Tat des Andreas Harmer
- 1931 : Voruntersuchung
- 1931 : Der ungetreue Eckehart
- 1931 : Er und seine Diener
- 1931 : Bobby geht los
- 1931 : Der unbekannte Gast
- 1932 : Glück über Nacht
- 1933 : Der Adjutant seiner Hoheit
- 1933 : Mädels von heute
- 1933 : Das Blumenmädchen vom Grand-Hotel
- 1934 : Die Welt ohne Maske
- 1934 : Der Springer von Pontresina
- 1935 : Alle Tage ist kein Sonntag
- 1935 : Knock out
- 1935 : Ein idealer Gatte
- 1935 : Im weißen Rößl
- 1935 : Henker, Frauen und Soldaten
- 1936 : Du bist mein Glück
- 1936 : Silhouetten
- 1938 : Drei wunderschöne Tage
- 1939 : Gold in New Frisco
- 1955 : Hanussen
- 1955 : Der Teufel mit den drei goldenen Haaren